# 고성읍성
고성읍성(固城邑城)은 대한민국 경상남도 고성군 고성읍에 있는 읍성이다. 1983년 12월 20일 경상남도의 문화재자료 제89호 고성성지(固城城址)로 지정되었다가, 2013년 2월 28일 현재의 명칭으로 변경되었다.

## 현지 안내문
가야 말로왕의 왕궁터로 전해지고 있는 고성성지는 현재 거의 남아있지 않고, 고성읍성과 고성왜성의 일부가 남아있다.
고성읍성은 『동국여지승람』의 기록을 보면 둘레 3,524척, 높이 15척이며, 우물이 14개 연못이 1곳 있다고 전하나, 성벽은 대부분 훼손되었다.
고성왜성은 정유재란 때 일본군이 남해안에 주둔하기 위해, 남해안 일대 요충지에 쌓은 성의 하나로 현재 거의 남아있지 않다.
전체적인 구조나 규모를 알기 어렵지만, 주변에 있는 송학동고분군(사적 제119호)이나 고성 동외리 조개더미, 만년사 토성과 관련있는 것으로 생각되며, 이곳에 가야 때부터 성이 있었을 가능성이 큰 것으로 보인다.

## 명칭 변경 사유
고성군 관내에는 읍성(邑城)을 비롯하여 왜성(倭城), 남산성지 등 곳곳에 시기와 성격을 달리하는 여러 개의 성곽이 남아있으며 현재의 고성성지라는 명칭은 특정 성곽을 대상으로 하는 것이 아닌 것처럼 보여, 그 대상이 모호하게 여겨질 우려가 있다.
따라서, 명칭의 혼동을 방지하고 현존하는 대부분의 읍성이 조선시대 현(縣) 또는 읍(邑)의 지명에 읍성을 붙여 부르는 일반적인 사례에 따라「고성성지」를 「고성읍성」으로 명칭을 변경하였다.

## 명칭 논란
- 그중 하나는 고성읍성(固城邑城)이고 다른 하나는 정유재란 당시 일본인들이 축조한 성으로 고성왜성(固城倭城)으로 불리고 있다. 하지만 현재 두성을 합쳐 고성성지(固城城址)로 불리고 있는 것이다.

당시 이 성지는 정유재란 때 일본군이 장기 주둔을 목적으로 남해안에 쌓은 30개의 성 가운데 하나인 고성왜성을 지칭하고 있다. 지난 1597년부터 1598년 사이에 일본의 부장 깃카와 히로이에 등에 의해서 축조 됐다고 기록돼 있다.

이를 바로잡아야하는 이유는 고성읍성은 세종 24년 ~ 30년 사이에 왜구의 침략을 방지하기 위해 만든 성이고, 고성성(固城城)은 일본이 왜성(倭城)을 축조해 놓고 그 이름을 고성성(固城城)이라고 명명했던 것이기 때문이다.
이러한 사안에 대해 늘 안타깝게 여긴 향토사연구소는 수년간 심의 논의한 결과 고성읍성의 정체성을 확립하기 위해 왜성이라는 명칭을 읍성으로 바꿔 줄 것을 건의해 도로부터 명칭 변경이 확정된 것이다.
앞서 하기호 향토사연구소장은 ‘고성읍성과 고성왜성의 고찰’이라는 논문을 통해 우리지역의 왜성을 포함한 18개의 성곽에 대한 정확한 실태 파악과 체계화가 되지 못한데 대한 잘못된 견해를 바르게 밝혀 정립할 필요가 있다는 것을 지적한바 있다.
- 문화재 자료 제89호로 지정된 ‘고성성지’의 명칭이 일본의 잔재라는 하기호 고성향토사연구소장의 지적에 따라 ‘고성읍성’으로 변경됐다.

일본이 조선을 침략한 후 장기주둔을 목적으로 조성한 ‘고성성’이 문화재로 지정돼 명칭이 변경돼야 한다는 한 향토사학자의 주장에 따라 ‘고성읍성’으로 변경됐다.
1. <본지 2011년 10월 28일자 1면 보도>

고성문화원 부설 고성향토사연구소 하기호 소장은 지난 2004년도부터 수 차례에 걸쳐 고성군과 경남도에 명칭 변경을 요구해 왔으나 의견이 수렴되지 않았다.
그러다 지난 10월 14일 또다시 고성군에 명칭변경요구안을 제출, 경남도 문화예술과에 접수되면서 이 문제가 해결의 실마리를 찾게 됐다.
경남도는 지난 23일 하 소장의 문건과 관련 지정문화재 명칭변경신청에 대한 제2011년 제4회 사적·매장문화재분과위원회를 개최, 가결됐다.
이날 심의결과 기존의 고성성지를 고성읍성과 고성왜성으로 명칭을 각각 분리하고 왜성은 별도 지정을 추진한다고 발표했다.
따라서 군은 행정예고 후, 확정심의를 거쳐 문화재자료 제89호(1983년 12월 10일)로 지정돼 있는 ‘고성성지(固城城址)’를 ‘고성읍성(固城邑城)’으로 명칭을 변경하게 된다.
이같은 결과는 한 향토사학자가 고성읍성의 정체성을 확립하기 위해 꾸준히 문제를 제기해 얻은 값진 성과로 평가받고 있다.
하기호 소장은 “문화재 명칭을 대수롭지 않게 여길수도 있으나 이는 잘못된 생각이다. 이름 속에는 역사와 과정, 그 지역의 정체성까지도 함축돼 있다”며 “‘고성성’은 일본의 잔재인 만큼 우리의 성인 ‘고성읍성’으로 명칭을 변경하는 것은 마땅하다. 누군가는 반드시 해야 할 일이었다”고 말했다.
한편 고성군은 읍 중심지 4개리(성내리, 서외리, 수남리, 동외리) 안에 고성읍성과 고성왜성 등 2개의 옛 성이 있다.
지난 1983년 12월 10일 이 두 문화재를 합해 ‘고성성지(固城城址)’라는 명칭으로 경상남도 지방문화재자료 제89호로 지정됐다.
그러나 하기호 소장이 각종 문헌을 근거로 ‘고성성’은 정유재란 당시 일본군들이 장기주둔을 목적으로 남해안에 쌓은 30개의 성 가운데 하나이며, 1597년부터 1598년 사이에 일본의 왜장 깃카와 하로이에 등에 의해서 축조돼 문화재 명칭으로 사용하는 것은 잘못됐다고 주장해 왔다.
고성성지를 문화재 명칭으로 사용하는 것은 결국 일본이 쌓은 왜성을 가리키는 것이므로 명칭 변경이 불가피하다는 것이다.

## 같이 보기
- 왜성 (건축)

## 참고 자료
- 고성읍성 - 국가유산청 국가유산포털